# تروخیو، تروخیو
تروخیو  پایتخت ایالت تروخیو در ونزوئلا است. حدود ۴۰٬۰۰۰ نفر در این شهر زندگی می‌کنند. تروخیو توسط کوه‌هایی احاطه شده و به‌عنوان شهر «صلح و جذابیت» شناخته می‌شود.